# 国鉄ワム23000形貨車
国鉄ワム23000形貨車（こくてつワム23000がたかしゃ）は、日本国有鉄道およびその前身である鉄道省が製作した15 t 積み鋼製二軸貨車（有蓋車）である。

## 概要
国鉄（当時の鉄道省）における有蓋車は1929年に15t積みのワム21000形が登場していたが、世界恐慌による不景気の影響で10t積みの小型車ワ22000形の生産に移行し、改良を加えつつ1930年代まで増備された。その後、1937年の日中戦争勃発により再び15t積み有蓋車の需要が高まったため、ワム21000形を基本にワ22000形での改良点を取り入れた15t積み有蓋車としてワム23000形が1938年（昭和13年）に登場した。
基本的な構造はワム21000形のものを引き継いでいるが、続いて製作された10 t 積のワ22000形での改良点（通風口の増設など）を取り入れている。寸法的には前級であるワム21000形と変更無く 床面積 15.9 m2、床面高 1,090 mm、入口扉幅 1,700 mmであった。走り装置は一段リンク式（12 t 長軸、平軸受）である。
なお、1911年（明治44年）称号規程によりワム23000形とされた15 t 積み鋼製有蓋車は別のものであり、1928年（昭和3年）称号規程でワム1形の一部とされた。

## 分類
1938年（昭和13年）から1954年（昭和29年）までに改造も含め15,305両（ワム23000 - ワム31809, ワム32000 - ワム33599, ワム35000 - ワム40534。書替車20両あり）が製造され、標準型の15 t 積み有蓋車として使用された。

### 基本型（23000番台）
戦前タイプは1938年から1941年（昭和16年）にかけて約6,500両が製造された。形態変化が様々あり、例えば多くはドアに横2本のリブがあるが、初期車の一部にはドアにリブのないものもある。車両番号は23000 - 29997の範囲であるが、製造工場への番号割り当て後に戦争激化で製造を中止したものがあるため、多くの欠番が生じている。
その後は戦争の激化により戦時型で木造となったワム50000形に移行したが、戦後の1946年（昭和21年）からワム23000形の製造を再開した。番号は29998以降で、ドアにはすべてリブがある。
ワム30126は戦時中に廃車となった車両を復活して新番号を付与したものである。ワム31805 - 31809はいわゆる二車現存車を改番したものである。

### トキ900形からの改造車（32000番台）
1950年（昭和25年）以降にトキ900形無蓋車を改造した1,600両は32000番台に区分された。各年度によるトキ900形からの改造工場と両数は次のとおりである（判明分のみ）。
- 昭和25年度 - 491両
  - 大宮工場 100両
  - 名古屋工場 100両
  - 高砂工場 150両[5]
  - 長野工場 41両
  - 新津工場 100両
- 昭和26年度 - 720両
  - 郡山工場 100両
  - 新津工場 120両
  - 長野工場 110両
  - 名古屋工場 150両
  - 高砂工場 240両[5]
- 昭和27年度 - 100両
  - 郡山工場 50両
  - 長野工場 50両

### 戦後増備車（35000番台）
トキ900形からの編入車と同時期にワム23000形として新造されたグループは、車両番号が35000番台に区分された。1951年から1954年にかけて35000 - 40534の5,535両が製造された。
各年度による製造会社と両数は次のとおりである（判明分のみ）。
- 昭和26年度
  - 高砂工場 100両[5]
- 昭和27年度
  - 高砂工場 30両[5]

## ワム90000形への改造
2軸貨車の速度向上を図るため、1953年（昭和28年）から1968年（昭和43年）にかけて走行装置を二段リンク式に変更したワム90000形が登場した。ワム23000形からの改造車では初期に改造された150両は90000番台となったが、後期の改造車は種車の番号に100000を足した123000番台とされた。123000番台となったグループは事故や戦災による廃車、初期の150両の90000番台への改番編入、また未改造で改番されていない車両もあるため、引き続き欠番が生じている。
1968年10月改正（ヨンサントオ）により一般貨物列車の最高速度が75 km/hに引き上げられた。ワム23000形の一部は未改造で残ったが、1971年（昭和46年）度までに全車が廃車となった。ただし、台帳上は依然として在籍したことになっており、名実ともに消滅したのは、1983年（昭和58年）のことであった。

## 他用途への改造

### ヤ400形
1948年（昭和23年）9月に1両（ワム23856→ヤ400）が改造され形式名はヤ400形と定められた、この際貨車籍を離れ客車籍へ類別された。その後2両（ワム28032→ヤ401、ワム29308→ヤ402）が1950年（昭和25年）3月に追加改造されヤ400形は合計3両となった。

### ヤ1形
1953年（昭和28年）に称号規程が変更され、ヤ400形は貨車へ類別変更の上ヤ1形（ヤ1 - ヤ3）へ形式名変更した。7月に1両（ワム30292→ヤ4）が新小岩工場にてワム23000形より改造されヤ1形へ編入された。
4両はそれぞれ別の用途で運用されその内容は制動試験車（ヤ1）、車両運動試験車（ヤ2）、軌道試験車（ヤ3）、構造物試験車（ヤ4）である。
車体塗色は黒で、1968年（昭和43年）10月1日ダイヤ改正では高速化不適格車とされて最高速度65 km/hの指定車となり、識別のため記号に「ロ」が追加され「ロヤ」となり黄1号の帯を巻いたがその後二段リンク式へ大宮工場にて改造され黄色帯は消された。
1986年（昭和61年）に廃車となり形式消滅した。

## 派生形式

### ワム2000形
ワム2000形はワム23000形の同系車で、戦時中に大量に製造された「12 t 短軸」の車軸を活用するために、台枠構造を短軸用に変更したものである。
1946年（昭和21年）から1948年（昭和23年）にかけて川崎車輛、近畿車輛、汽車製造、帝國車輛工業の4社にて678両（ワム2000 - ワム2677）が製作され、1955年（昭和30年）度にトキ900形から480両（ワム2678 - ワム3157）が長野工場、新津工場、名古屋工場、富士車輌、若松車輌、ナニワ工機、協三工業、鉄道車輌工業の8箇所にて改造され本形式に編入された。
その後、ワム23000形と同様に、走り装置の二段リンク化改造が行われたが、形式・番号の変更は行われていない。形式消滅は1984年（昭和59年）。
各年度による製造会社（改造所）と両数は次のとおりである。
- 昭和21年度 - 78両
  - 川崎車輛 26両 （ワム2000 - ワム2025）
  - 近畿車輛 52両 （ワム2026 - ワム2077）
- 昭和23年度 - 600両
  - 汽車製造 200両 （ワム2078 - ワム2277）
  - 帝國車輛工業 320両 （ワム2278 - ワム2597）
  - 川崎車輛 80両 （ワム2598 - ワム2677）
- 昭和30年度 - 600両
  - （長野工場） 80両 （ワム2678 - ワム2757）トキ900形よりの改造編入車
  - （新津工場） 100両 （ワム2758 - ワム2857）トキ900形よりの改造編入車
  - （名古屋工場） 100両 （ワム2858 - ワム2957）トキ900形よりの改造編入車
  - （富士車輌） 110両 （ワム2958 - ワム3067）トキ900形よりの改造編入車
  - （若松車輌） 30両 （ワム3068 - ワム3097）トキ900形よりの改造編入車
  - （ナニワ工機） 22両 （ワム3098 - ワム3119）トキ900形よりの改造編入車
  - （協三工業） 20両 （ワム3120 - ワム3139）トキ900形よりの改造編入車
  - （鉄道車輌工業） 18両 （ワム3140 - ワム3157）トキ900形よりの改造編入車

### 西武鉄道ワム201形

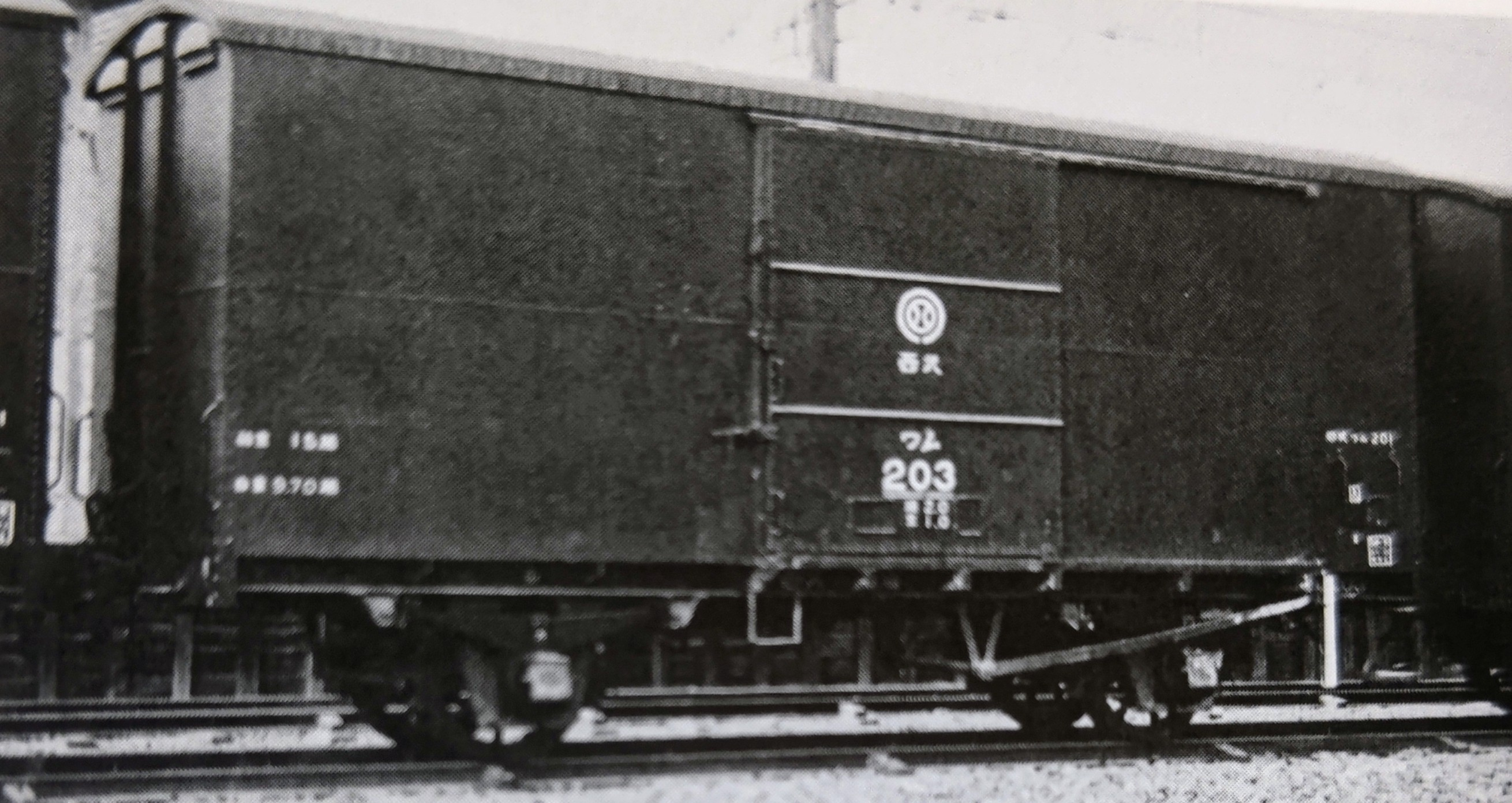
西武鉄道　貨車

国鉄ワム23000形と同形の15t積鋼製有蓋車。トム1001形を1956(昭和31)年に所沢車輌工場で改造したもので４両在籍。 ワム201と202は2段リンク化されたが､直後に上武鉄道に譲渡された。

## 譲渡
- ワム23380 → 上信電気鉄道ワム200（1950年）
- ワム28711 → 上信電気鉄道ワム201（1950年）